# Yasmina Praderas
Yasmina Praderas Ramírez (Huesca 1981) es una técnico de sonido española. En 2022, fue galardonada con el Premio Goya al Mejor Sonido por la película As bestas, y en 2023 fue nominada en esta categoría por Campeonex y Saben aquell.

## Trayectoria
Estudió bachillerato y un Módulo de Comercio y Marqueting en Huesca, pero su interés se centraba en el mundo audiovisual por lo que, en 2003, se marchó a Barcelona a estudiar cine en el Centre d'Estudis Cinematogràfics de Catalunya (CECC), y se especializó en sonido.
Acabada la formación, trabajó en distintos campos relacionados con el mundo audiovisual, haciendo cortometrajes y videoclips, realizando montajes y grabaciones de sonido en directo... hasta que se decantó por el sonido. Comenzó en un estudio de doblaje, primero grabando voces de los actores y luego realizando las mezclas de sonido. En 2014, entró a formar parte del equipo de Marc Orts como ayudante de mezclas.
Praderas es además socia activa de la asociación APSA, una organización sin ánimo de lucro que reúne y representa a los y las profesionales del sonido audiovisual en España.
Desde 2017, trabaja como responsable de mezclas de sonidos en muchos proyectos, entre los que destacan Mi querida cofradía (2018), Quien a hierro mata (2019), Sentimental (2020), No matarás (2020), La niña de la comunión (2022), As bestas (2022) y Els encantats (2023).

## Reconocimientos
En 2020, Praderas fue nominada al Mejor Sonido en los Premios Goya, junto a David Machado y Gabriel Gutiérrez, por la película Quien a hierro mata de Paco Plaza. Ese mismo año, la Academia del Cinema Catalán en su XIII edición de los Premios Gaudí, nominó a Mejor Sonido la película No matarás de David Victori, a Praderas junto a sus compañeras Elena Cordech y Laura Tomás.
En 2022 y junto a Aitor Berenguer y Fabiola Ordoyo, Praderas fue galardonada con el Goya al Mejor Sonido por el trabajo en As Bestas de Rodrigo Sorgoyen. Al año siguiente, en 2023, también recibieron por esta película el Premio Platino a la mejor dirección de sonido, galardón concedido por la Entidad de Gestión de Derechos de los Productores Audiovisuales (EGEDA) y por la Federación Iberoamericana de Productores Cinematográficos Audiovisuales.
En la XXIII edición de la Muestra de Cine Realizado por Mujeres que se celebró en Huesca en septiembre de 2023, se otorgó el primer premio Pan y Rosas a Praderas. Este premio anual va dirigido a mujeres que destacan en la industria cinematográfica, en este caso para dar visibilidad a las disciplinas técnicas que tienen un papel importante en la creación de películas, pero que a menudo tienen menos reconocimientos.
En 2023, Praderas fue candidata a los Goya 2024 por las películas Saben aquell de David Trueba y Campeonex de Javier Fresser.